# همسایه‌ها (مجموعه تلویزیونی ۱۳۹۵)
همسایه‌ها یک مجموعه تلویزیونی ایرانی است که به کارگردانی آرش معیریان و مهران غفوریان در سال ۱۳۹۵ ساخته شد و در همان سال پخش آن از شبکه دو صداوسیمای ایران آغاز شد.
در ابتدا آرش معیریان کارگردان این مجموعه تلویزیونی بود که به دلیل شکستگی پای او پس از مدتی مهران غفوریان به عنوان کارگردان جایگزین شد.این سریال ابتدا از شبکه دو پخش می‌شد، اما در اتفاقی کم‌سابقه پس از چند قسمت پخش این مجموعه به شبکه نسیم واگذار شد.این سریال در زمان پخش اولیه‌اش در جذب مخاطبان ناکام بود.

## داستان
میلاد و مادرش به تهران آمده‌اند و قرار است صاحب ساختمان یاس که یکی از دوستان میلاد است دفتری را به او برای پخش محصولات تولیدی‌شان اجاره دهد. دیگر اجاره‌نشینان ساختمان که مشاغلی همچون خدمات مجالس، وکالت، سایت خبری، ماهنامه و… دارند، چون در ابتدا فکر می‌کنند مستاجران جدید قرار است جایگزین آنها شوند تلاش می‌کنند به نوعی خود را در ساختمان حفظ کنند، اما در نهایت دوستی بین آنها شکل می‌گیرد و…